# 山田耕嗣
山田 耕嗣（やまだ こうじ、1940年〈昭和15年〉12月17日 - 2008年〈平成20年〉8月19日）は、日本の放送評論家。

## 来歴
東京府東京市浅草区（現在の東京都台東区浅草）生まれ。立教大学文学部 でロシア語を学び、在学中の1960年からNHK国際局でアルバイトを開始した。大学卒業後の1963年にキングレコードに就職。洋楽部ディレクターを務めたが、後にワーナー・パイオニアに移籍する。
1955年頃からBCL（海外の短波放送を受信する趣味）を開始し、1964年5月に「アンデスの声」（HCJB）が日本語放送を開始した際には、日本から最初の受信報告書を送った。1970年代から1980年代にかけてのBCLブームの時期には、ディレクターとしての仕事の傍ら、月刊「ラジオの製作」（電波新聞社）などにBCL関連の記事を連載し、さらに『BCLマニュアル』（1976・1980年、電波新聞社）、『入門BCLブック』（1977-1981年、82年版は『BCLデータブック』。実業之日本社）など、初心者を対象とした入門書を中心に多くの著書を出版した。山田耕嗣が監修・執筆したこれらの著書によってBCLを開始した小・中学生も多く、「BCLの神様」と呼ばれることもあった。その後、BCL専門のフリーライターとして独立し、雑誌や新聞などに多数の記事を掲載した。中でも日本短波クラブ（JSWC）の会報「SW DX GUIDE」には、22年余りにわたって「今夜も笑いかわせみ」を連載した（2008年9月号掲載の第265回が絶筆）。
2004年4月3日から2007年1月6日まで、KBSワールドラジオ日本語放送の毎月第1土曜日の『ラッコのいきいき週末』（現在は終了）に出演し、BCL情報を提供していた。
2008年8月19日23時頃、肝臓がんにより千葉県内の病院で死去。67歳没。戒名は「空翔院導耕淡波信士」。

## 人物
「趣味の王様、BCL」 をモットーとしてBCLの底辺拡大に力を尽くし、BCLファンの間では、最高権威として有名 だった。
世界各国の放送局に友人がいる。ただし、宗教宣伝が目的のFEBCには批判的だった。また、普及してきたインターネットラジオについても否定的な意見を持っていた。
BCLの傍らアマチュア局を開設し（コールサイン：JH1KFY）、ラジオパーソナリティの斉藤洋美と一緒に並んだ写真をQSLカードにしていた。愛弟子にラジオパーソナリティの青木小夜子（元JH1WWS、JJ3WWS）が居る。
元NHKアナウンサーの加賀美幸子は大学時代の同期。
長年、日暮里に居住していたが、BCLブーム初期の1970年代前半はワーナー・パイオニア大阪支社勤務だったために奈良市に居住していた。晩年は千葉県袖ケ浦市に移住した。
「おもしろいねぇ」、「ラジオは良いね」を口癖にしていた。
趣味は釣りとペルシャ猫の飼育で、「猫屋敷」と自称することがあった。

## 出演番組
- SONY・BCLジョッキー（TBSラジオ）
- 山田耕嗣のBCLライフ（毎日放送）
- ラッコのいきいき週末（KBSワールドラジオ）